# كريستوفر واكن
كريستوفر والكن (بالإنجليزية: Christopher Walken)‏ ولد في 31 مارس 1943 هو ممثل سينمائي ومسرحي أمريكي حائز على جائزة الأوسكار لأفضل ممثل مساعد عام 1978 عن دوره في فيلم صائد الغزلان, شارك طوال مسيرته في السينمائية في الكثير من الأفلام منها الخيال المثير وعودة باتمان وأمسكني لو أستطعت وكليك.

## الأعمال
- 1977: آني هال (الدور: Duane Hall)
- 1992: عودة باتمان (الدور: Warren Zell)
- 1993: خيال رخيص (الدور: Robert C. "Bobby" Cahn)
- 1998: النملة زد (الدور: Uncle Bill Ferriter)
- 1998: سليبي هولو (الدور: Col. Cutter (voice))
- 1999: جو الوسخ (الدور: Calvin Webber)
- 2001: أمسكني لو استطعت (الدور: Writer, director)
- 2003: المتهدم (الدور: Cornelius Bernard Hatcher)
- 2004: متطفلي العرس (الدور: Paul Rayburn)
- 2006: مثبتات الشعر (الدور: Brewster)
- 2006: كليك (الدور: Cousin Bo)
- 2007: بولز أوف فيوري (الدور: Wilbur Turnblad)
- 2011: المختلين السبعة (الدور: Jackie)
- 2013: جيرسي بويز (الدور: Zeus)
- 2016: كتاب الأدغال
- 2016: إيدي النسر (الدور:وورين شارب)
- 2018: الحرب مع الجد (الدور:جيري)

## وصلات خارجية
- كريستوفر واكن على موقع IMDb (الإنجليزية)
- كريستوفر واكن على موقع ميتاكريتيك (الإنجليزية)
- كريستوفر واكن على موقع الموسوعة البريطانية (الإنجليزية)
- كريستوفر واكن على موقع روتن توميتوز (الإنجليزية)
- كريستوفر واكن على موقع مونزينجر (الألمانية)
- كريستوفر واكن على موقع قاعدة بيانات الأفلام العربية
- كريستوفر واكن على موقع ألو سيني (الفرنسية)
- كريستوفر واكن على موقع ميوزك برينز (الإنجليزية)
- كريستوفر واكن على موقع تيرنر كلاسيك موفيز (الإنجليزية)
- كريستوفر واكن على موقع أول موفي (الإنجليزية)
- كريستوفر والكن في موقع IMDB.